# Changabang
Le Changabang, culminant à 6 864 m d'altitude, est un sommet de l'Himalaya dans la région du Garhwal en Inde. Il jouit d'une grande notoriété auprès des alpinistes en raison de son aspect monolithique.

## Toponymie
L'appellation « Changabang » signifie en hindi la « montagne étincelante ».

## Géographie
Le Changabang fait partie du district de Chamoli, dans l'État d'Uttarakhand. Il appartient à un groupe de pics qui forment la limite du sanctuaire du parc national de Nanda Devi dont l'accès est interdit depuis 1983 aux expéditions alpines.
Il comporte une arête nord-ouest, une arête sud-ouest et une arête nord-est qui le relie au sommet voisin du Kalanka dont l'altitude est légèrement plus élevée (6 931 m). La face ouest, particulièrement difficile à gravir, a une hauteur de 1 600 m et domine le glacier de Ramani.
Au niveau géologique, le Changabang doit sa forme de monolithe compact au granite du massif de Gangotri-Badrinath dont sont également constitués d'autres sommets de la région du Garhwal.

## Premières ascensions
Du fait de la combinaison de plusieurs paramètres (éloignement, verticalité et niveau technique en escalade), le Changabang est considéré par les himalayistes comme l'un des sommets les plus difficiles à gravir dans l'Himalaya. 
À la suite de la conquête de tous les sommets de plus de 8 000 m (achevée en 1964), les alpinistes de toutes nations se sont tournés vers la conquête de sommets moins élevés mais concentrant de plus hautes difficultés techniques. Les premières ascensions de Changabang ont ainsi eu lieu à partir des années 1970 :
- 1974 : face sud-est et arête est par une expédition anglo-indienne dirigée par le lieutenant-colonel Balwant Sandhu et Chris Bonington avec Martin Boysen, Dougal Haston et Doug Scott[3] ;
- 1976 : éperon sud-ouest par une expédition japonaise menée par Naoki Toda. Naoki Toda, Akira Kobayashi, Masahide Aida, Harumi Ohno, Yukio Asano and Teruyoshi Karino ont atteint le sommet ;
- 1976 : face ouest par Peter Boardman et Joe Tasker[4] ;
- 27 septembre 1978 : face sud directe par Wojciech Kurtyka, Krzysztof Żurek, Alex MacIntyre et John Porter ;
- 1997 : face ouest par Conrad Anker et Alex Lowe ;
- 1997 : face nord par Andy Cave and Brendan Murphy.